# 乐昌含笑
乐昌含笑（学名：Michelia chapensis）为木兰科含笑属下的一个种。